# Justin Sangaré

a Compétitions nationales et continentales officielles uniquement.

b Matchs officiels uniquement.
Justin Sangaré, né le 7 mars 1998 à Bamako, est un joueur de rugby à XIII français évoluant au poste de pilier. Formé au Toulouse olympique XIII, il y fait ses débuts en Championnat de France via sa réserve le Toulouse élite et dispute en parallèle des rencontres de League One et de Championship. En 2023 il signe pour 2 ans avec les Leeds Rhinos, un club qu'il affectionne particulièrement.
Enfin, il connaît une première convocation en amical avec l'équipe de France contre la Serbie fin 2018. Il est sélectionné en équipe de France pour prendre part à la première édition de Coupe du monde de rugby à 9 en 2019. Sa première sélection officielle en équipe de France intervient le  24 octobre 2021 contre Angleterre où il marqua un magnifique essai.

## Palmarès
- Collectif : 
  - Vainqueur du Championship : 2021 (Toulouse).
  - Vainqueur de la League 1 : 2016 (Toulouse).

### Détails en sélection
| Matchs internationaux de Justin Sangaré                                 | Matchs internationaux de Justin Sangaré | Matchs internationaux de Justin Sangaré | Matchs internationaux de Justin Sangaré | Matchs internationaux de Justin Sangaré | Matchs internationaux de Justin Sangaré | Matchs internationaux de Justin Sangaré | Matchs internationaux de Justin Sangaré | Matchs internationaux de Justin Sangaré | Matchs internationaux de Justin Sangaré | Matchs internationaux de Justin Sangaré | Matchs internationaux de Justin Sangaré |
|                                                                         | Date                                    | Adversaire                              | Résultat                                | Compétition                             | Poste                                   | Points                                  | Essais                                  | Pen.                                    | Drops                                   |                                         |                                         |
| ----------------------------------------------------------------------- | --------------------------------------- | --------------------------------------- | --------------------------------------- | --------------------------------------- | --------------------------------------- | --------------------------------------- | --------------------------------------- | --------------------------------------- | --------------------------------------- | --------------------------------------- | --------------------------------------- |
| -                                                                       | 7 octobre 2018                          | Serbie                                  | 54-2                                    | Amical                                  | Remplaçant                              | -                                       | -                                       | -                                       | -                                       |                                         |                                         |
| 1.                                                                      | 24 octobre 2021                         | Angleterre                              | 10-30                                   | Test-match                              | Remplaçant                              | 4                                       | 1                                       | -                                       | -                                       |                                         |                                         |
| 2.                                                                      | 17 octobre 2022                         | Grèce                                   | 34-12                                   | Coupe du monde                          | Remplaçant                              | -                                       | -                                       | -                                       | -                                       |                                         |                                         |
| 3.                                                                      | 22 octobre 2022                         | Angleterre                              | 18-42                                   | Coupe du monde                          | Remplaçant                              | -                                       | -                                       | -                                       | -                                       |                                         |                                         |
| 4.                                                                      | 30 octobre 2022                         | Samoa                                   | 4-62                                    | Coupe du monde                          | Remplaçant                              | -                                       | -                                       | -                                       | -                                       |                                         |                                         |
| 5.                                                                      | 29 avril 2023                           | Angleterre                              | 0-64                                    | Test-match                              | Remplaçant                              | -                                       | -                                       | -                                       | -                                       |                                         |                                         |
| 6.                                                                      | 22 octobre 2024                         | Ukraine                                 | 74-8                                    | Qualif. CM                              | Remplaçant                              | -                                       | -                                       | -                                       | -                                       |                                         |                                         |
| 7.                                                                      | 26 novembre 2024                        | Pays de Galles                          | 48-6                                    | Qualif. CM                              | Remplaçant                              | 4                                       | 1                                       | -                                       | -                                       |                                         |                                         |
| Matchs internationaux de Julien Sangaré sous l'équipe de France de neuf |                                         |                                         |                                         |                                         |                                         |                                         |                                         |                                         |                                         |                                         |                                         |
| 1.                                                                      | 19 octobre 2019                         | Pays de Galles                          | 23-6                                    | Coupe du monde                          | Avant                                   | 0                                       | -                                       | -                                       | -                                       |                                         |                                         |
| 2.                                                                      | 19 octobre 2019                         | Angleterre                              | 4-38                                    | Coupe du monde                          | Avant                                   | 0                                       | -                                       | -                                       | -                                       |                                         |                                         |

### Détails en club
| Saison | Saison       | Championnat  | Championnat  | Championnat | Championnat | Championnat | Championnat | Championnat | Coupe         | Coupe      | Coupe | Coupe | Coupe | Coupe | Coupe | Sélection | Sélection | Sélection | Sélection | Sélection | Sélection | Sélection |
| Saison | Saison       | Comp.        | Class.       | M           | Pts         | Ess.        | Buts        | Dp.         | Comp.         | Class.     | M     | Pts   | Ess.  | Buts  | Dp.   | Comp.     | M         | Pts       | Ess.      | Buts      | Dp.       |           |
| ------ | ------------ | ------------ | ------------ | ----------- | ----------- | ----------- | ----------- | ----------- | ------------- | ---------- | ----- | ----- | ----- | ----- | ----- | --------- | --------- | --------- | --------- | --------- | --------- | --------- |
| 2016   | Toulouse ol. | League 1     | Vainqueur    | 6           | -           | -           | -           | -           | Challenge Cup | 1/8 finale | -     | -     | -     | -     | -     |           |           |           |           |           |           |           |
| 2017   | Toulouse ol. | Championship | 5e           | 11          | -           | -           | -           | -           | Challenge Cup | 5e tour    | 0     | -     | -     | -     | -     |           |           |           |           |           |           |           |
| 2018   | Toulouse ol. | Championship | 1/2 finale   | 23          | 16          | 4           | -           | -           |               |            |       |       |       |       |       |           |           |           |           |           |           |           |
| 2019   | Toulouse ol. | Championship | finale prél. | 11          | 4           | 1           | -           | -           |               |            |       |       |       |       |       |           |           |           |           |           |           |           |
| 2020   | Toulouse ol. | Championship | Annulé       | 3           | 4           | 1           | -           | -           |               |            |       |       |       |       |       |           |           |           |           |           |           |           |
| 2021   | Toulouse ol. | Championship | Champion     | 14          | 40          | 10          | -           | -           |               |            |       |       |       |       |       |           | 1         | 4         | 1         | -         | -         |           |
| 2022   | Toulouse ol. | Super League | 12e          | 23          | -           | -           | -           | -           |               |            |       |       |       |       |       | CM        | 3         | -         | -         | -         | -         |           |
| 2023   | Leeds Rhinos | Super League | 8e           | 18          | 4           | 1           | -           | -           | Challenge Cup | 1/8 finale | -     | -     | -     | -     | -     |           | 1         | -         | -         | -         | -         |           |
| 2024   | Leeds Rhinos | Super League | 8e           | 24          | 4           | 1           | -           | -           | Challenge Cup | 1/8 finale | -     | -     | -     | -     | -     |           | 1         | -         | -         | -         | -         |           |